# そのまんま美川
そのまんま美川（そのまんま みかわ、1978年5月31日 - ） は、日本のものまねタレント。本名、内野 雅弘（うちの まさひろ）。血液型O型。
静岡県静岡市出身。静岡市立長田南中学校・静岡市立高等学校出身。日本大学経済学部中退。

## 経歴
中学時代に地元のカラオケ番組に出演。徳重聡とは高校時代の同級生。
1994年、伊豆長岡町町制60周年記念で開催されたNHKのど自慢に出演。審査員特別賞を受賞。ゲストは美川憲一、由紀さおり。
美川憲一のそっくりさんとして1997年デビュー。芸名は番組にて美樹克彦が命名した。
2001年、『ものまねバトル』のコーナー「ものまねスター誕生!」にてグランプリ受賞。ラジオ日本オフィシャル携帯電話ウェブサイトの初代イメージキャラクターを務めた。
2005年、『第56回NHK紅白歌合戦』に、氣志團ダンサーズとして、小林幸子のそっくりさんの加賀あすかと共に出演。
2006年、芸能生活10周年。
2008年11月19日、1stシングル「朧 c/w メモリーグラス」でCDデビュー。カップリングには歌の師である、堀江淳の代表曲「メモリーグラス」をトランスバージョンとしてカバー。
2009年、美川憲一デビュー45周年記念曲「愛は嫉妬（ジェラシー）/純子の涙」仮歌を担当。
2011年、芸能生活15周年。2ndシングル「さそりの毒にはかなわない / さそり座の女」発売。美川憲一の代表曲「さそり座の女」を収録。
モレスキンの愛用者でもあり、その使い方等を書籍で紹介されたこともある。
2012年、「第14回 文化人・芸能人の多彩な美術展」に絵画作品を出展。画家デビュー。
2013年、ちょっと遅めの15周年記念リサイタル「不思議な男に魅せられて」を開催。「第15回 文化人・芸能人の多彩な美術展」に絵画作品を出展。
2016年、芸能生活20周年。メンズ専門脱毛サロンを経営。2021年サロンは事業売却済み。
2020年、地元静岡市の人宿町エリアにてレモンサワー専門店 「レモンレモン」をオープン。自らバーテンダーとしてお店を経営している。

## 出演番組
- ものまねバトル（日本テレビ）
- そのまんま美川のJORF.JP（ラジオ日本）

## CD
- さそりの毒にはかなわない / さそり座の女
- 朧 c/w メモリーグラス